# Маккуори (залив)
Залив Маккуори (англ. Macquarie Harbour — «гавань Маккуори») — закрытый, хорошо защищённый залив на западе Тасмании (Австралия), соединённый с Индийским океаном через узкий пролив.
Залив был назван в честь Лаклана Маккуори (Lachlan Macquarie), губернатора колонии Новый Южный Уэльс в 1810—1821 годах.

## География
Залив вдаётся в среднюю часть западного побережья Тасмании примерно на 32 км (в направлении с северо-запада на юго-восток), а его средняя ширина составляет примерно 8 км (по другим данным, длина залива — 35 км, ширина — 9 км). Площадь залива Маккуори — 276 км². Средняя глубина залива невелика, так что туда могут заходить только корабли с неглубокой посадкой. Максимальная глубина составляет около 50 м.
Вход в залив составляет примерно 400 м в ширину — он проходит с севера на юг и с запада ограничен протяжённым полуостровом, оканчивающимся мысом Сорелл. Более того, судоходным является только узкий (около 100 м шириной) пролив между этим полуостровом и маленьким островом Боннет (Bonnet Island), на котором находится маяк. Этот вход в залив получил название Хеллс-Гейтс («врата ада»).
В залив Маккуори впадает несколько рек, самыми крупными из которых являются река Гордон (впадающая в самую юго-восточную оконечность залива) и река Кинг (впадающая в северную часть залива). Общая площадь бассейнов рек, впадающих в залив, составляет около 6900 км². 
В заливе имеется несколько островов. Самым известным из них является остров Сара (Sarah Island), на котором в XIX веке находилась колония для опасных преступников.
У бухты на севере залива Маккуори расположен небольшой город Стран, у которого имеется аэродром.

## История
Считается, что залив Маккуори был открыт исследователем Джеймсом Келли в декабре 1815 года.
С 1821 года область залива Маккуори использовалась в качестве колонии для особо опасных преступников. Основное поселение находилось на острове Сара (Sarah Island). Развалины этого поселения в настоящее время считаются одной из главных достопримечательностей района. Колония просуществовала до 1833 года, после чего была закрыта в связи с трудностями её снабжения.
Позднее (в 1870-х годах) в районе залива Маккуори стали селиться золотоискатели (в-основном, в районе реки Кинг), а также заготовители древесины (в районе реки Гордон).
Начиная с 1980-х годов в заливе Маккуори функционируют лососёвые фермы, на которых производится атлантический лосось.